# Cäsaropapismus
Der Begriff Cäsaropapismus (von caesar, „Kaiser“, und papa, „Papst“) bezeichnet eine Gesellschaftsform, in welcher der weltliche Herrscher zugleich Oberhaupt der Kirche bzw. oberster Richter in theologischen und dogmatischen Fragen ist oder in der das Staatsoberhaupt zwar nicht direkt die weltliche und geistliche Macht in sich vereint, aber die Kirche den staatlichen Instanzen untergeordnet ist. Am häufigsten wird der Ausdruck für die Zeit des Byzantinischen Reiches verwendet (allerdings fast ausschließlich in der älteren Forschung). Besser vertretbar ist seine Verwendung zum Beispiel für England unter Heinrich VIII. oder für das Russland in der Zeit von Peter dem Großen bis zur Februarrevolution 1917. De facto bestand auch im Heiligen Römischen Reich unter den Ottonen eine Art Cäsaropapismus, da der Papst von den Kaisern willkürlich eingesetzt wurde.
Cäsaropapismus ist eine Form des Staatskirchentums, das es aber auch in vielen anderen Ausprägungen gibt. Als dem Cäsaropapismus entgegengesetzte Ordnungsprinzipien sind einerseits die Unterordnung der Staatsgewalt unter die Kirche (Papocäsarismus, z. B. im Kirchenstaat) und andererseits der Gedanke der Trennung von Religion und Staat (Zwei-Schwerter-Theorie im Mittelalter, Laizismus in der Neuzeit) zu begreifen.

## Geschichte
Die Identität von weltlicher und religiöser Herrschaft hat es historisch in verschiedenen Kulturen und Religionen gegeben. Nicht immer allerdings ist unter Gelehrten unstrittig, wie weit diese Vermengung jeweils ging und ob der Begriff Cäsaropapismus wirklich anwendbar ist: Eine vollständige oder teilweise Kontrolle der Priesterschaft durch die weltliche Obrigkeit hat es insgesamt seltener gegeben, als es die ältere Forschung annahm.

### Ägypten
Die Pharaonen im Alten Ägypten waren nicht nur Könige, sondern zugleich auch die irdische Manifestation einer Gottheit. Das Ausmaß, in dem die Pharaonen die Priester kontrollieren konnten, schwankte aber im Verlaufe der langen ägyptischen Geschichte sehr stark. Und ob bereits die Existenz einer göttlichen Verehrung des Herrschers, wie es sie auch im Hellenismus (hellenistischer Herrscherkult) und unter den römischen Kaisern gab (Kaiserkult), mit Cäsaropapismus gleichgesetzt werden kann, ist sehr fraglich.

### Iran
Die persischen Großkönige nahmen zwar göttliche Vorfahren für sich in Anspruch, galten aber als Menschen und standen formal nicht an der Spitze der Priesterschaft. Dies galt sowohl für die Achaimeniden wie auch für die Parther und Sassaniden; zumindest unter Letzteren kam es zudem wiederholt zu Konflikten zwischen dem Herrscher und den zoroastrischen Priestern. Königtum und Priesterschaft galten als Zwillinge, die ohneeinander nicht existieren könnten. Vor allem die ältere Forschung ging daher von der Existenz einer zoroastrischen „Staatskirche“ zumindest unter den Sassaniden aus; inzwischen hält man die gegenseitige Beeinflussung und Abhängigkeit aber zumeist für geringer: Normalerweise mussten die Großkönige, die viele Religionen im Reich duldeten, kaum Rücksicht auf die zoroastrischen Priester nehmen, während umgekehrt der mobadan mobad, der zoroastrische Hohepriester, in religiösen Fragen weitgehend souverän entscheiden konnte. Trotz der engen Beziehungen zwischen Königtum und Religion gab es im alten Iran demnach keinen Cäsaropapismus.

### Azteken
Die aztekischen Hochkönige führten wie die ägyptischen Pharaonen ihre Abstammung auf die Götter zurück. Ob diese religiöse Legitimation ihrer Herrschaft auch zu einer faktischen Kontrolle der Priester führte, ist unklar.

### Römisches Reich
Seit Augustus war der römische Kaiser als pontifex maximus auch der oberste Priester. Damit oblag ihm die Oberaufsicht über den Staatskult, und er durfte im Namen der res publica mit den Göttern kommunizieren.
Das Römische Reich erhob, bei sonstiger relativer Liberalität in Religionsfragen, zunehmend einen Anspruch auf die gottgleiche Verehrung des Kaisers (wobei man bedenken muss, dass dieser „Gott“ nicht als allwissend, allmächtig und transzendent verstanden wurde, sondern eher als „Übermensch“). Eine Verweigerung dieses Kaiserkults (z. B. durch Christen) wurde hart geahndet (siehe Christenverfolgungen im Römischen Reich).
Durch die Mailänder Vereinbarung 313 wurde das Christentum von der verfolgten zur tolerierten – und im Laufe der Zeit schließlich zur privilegierten – Religion (siehe auch Christianisierung des Römischen Reiches). Kaiser Konstantin der Große favorisierte Christen unter seinen Hofbeamten, was unter den übrigen Beamten zu zahlreichen Bekehrungen führte. Obwohl die Kaiser seit Gratian nicht mehr den Titel pontifex maximus führten, beanspruchten sie auch als Christen oft eine Verfügungsgewalt auch über die Kirche, da diese ihnen ihre Privilegien verdankte.
392 verbot Theodosius I. jeden heidnischen Kult bei Todesstrafe und machte damit das orthodoxe Christentum faktisch zur Staatsreligion (römische Reichskirche). Damit wurde der Kaiser jedoch nicht zum Oberhaupt der Kirche, sein Einfluss auf die Kirche war vorerst begrenzt: Schon 390 zwang der Bischof Ambrosius von Mailand Theodosius I. unter Drohung der Exkommunikation zur öffentlichen Reue und Buße für das Massaker von Thessaloniki: „Der Kaiser ist in der Kirche, nicht über der Kirche.“ Es wurden allerdings auch andere Positionen vertreten – die Donatisten gingen davon aus, der Kaiser habe mit der Kirche nichts zu schaffen, Optatus von Mileve hingegen stellte fest, die Kirche sei dem Reich und daher dem Kaiser untergeordnet. Dieser Konflikt blieb im Abendland über Jahrhunderte ungelöst.
Das Arrangement mit der Macht führte bei zahlreichen Kirchenoberen zu einer Erhöhung von Wohlstand und weltlichem Einfluss, man entfernte sich vom urchristlichen Liebes- und Armutsgebot. Viele Gläubige und auch einige Theologen (z. B. Gregor von Nazianz in seinen Predigten in Konstantinopel) sahen das als Korrumpierbarkeit und moralischen Niedergang an. Aus Protest dagegen wuchsen asketische Bewegungen wie Einsiedlertum und Mönchtum. Diese Bewegungen erschwerten es den Kaisern, die ihre Herrschaft nun immer stärker durch Bezug auf das Christentum legitimierten, zusätzlich, die Kirche in ihrem Sinne zu kontrollieren.

### Byzantinisches Reich
Da die Kaiser des Westens seit dem 4. Jahrhundert zumeist nicht mehr in Rom residierten, konnten sich die dortigen Bischöfe immer weiter emanzipieren. Im politisch immer schwächer werdenden Weströmischen Reich wurde 476 der letzte Kaiser vom germanischen Heerführer Odoaker abgesetzt, und in der Folgezeit entwickelte sich das Papsttum: Spätestens seit Gregor dem Großen hatte der römische Bischof eine so stark über die anderen Bischöfe hinausgehobene Stellung erreicht, dass man ihn als Papst bezeichnen kann. Derweil wurde der oströmisch-byzantinische Kaiser in Konstantinopel immer mehr zur kirchlichen Autorität; zunächst weniger in theologischer Hinsicht als in organisatorischer. So wurden etwa die ersten Ökumenischen Konzile und eine ganze Reihe lokaler Synoden jeweils vom Kaiser einberufen.
Kaiser Theodosius II. stand dem Konzil von Konstantinopel (448) als archiereus basileus („hohepriesterlicher König“) vor, Kaiser Markian (451) als sacerdos imperator („Priesterkaiser“). Das Amt des Patriarchen blieb allerdings immer bestehen und wurde nie von den Kaisern selbst bekleidet. Da die Herrscher aber seit Theodosius I. in Konstantinopel residierten, konnte sich der dortige Patriarch nicht so sehr emanzipieren wie der römische Bischof.
Zunehmend beanspruchten die spätantiken Kaiser für sich eine Art „Gottesgnadentum“. Unter dem theologisch interessierten Justinian I. (527–565), der auch selbst einige bis heute gebräuchliche liturgische Gesänge verfasst haben soll, schloss die Herrschaft des Kaisers über die Kirche dann nicht mehr nur organisatorische Fragen, sondern auch Dogmen ein. Man sprach von der symphonia von Staat und Kirche. In mittelbyzantinischer Zeit wurden die Verbindungen zwischen Kaiser und Kirche noch enger. Seit 602 wurde der Herrscher in einer Kirche gekrönt, nicht mehr im Hippodrom oder im Palast. Andere orthodoxe Herrscher in Bulgarien (919 und 1186) und Serbien (1346) etablierten ihre eigenen autokephale Patriarchate um sich zum Zaren krönen zu lassen und den Status der Kirche eines Kaiserreiches gleich zu setzten.
Dennoch ist es problematisch, für Ostrom/Byzanz von Cäsaropapismus zu sprechen: Wie der byzantinische Bilderstreit oder die unpopuläre Unterwerfung des Kaisers unter den Papst auf dem Konzil von Basel zeigen, konnten kaiserliche Dogmenentscheide in der Kirche auch so massiven Widerstand hervorrufen, dass sie nicht durchsetzbar waren und schließlich aufgehoben wurden. Immer wieder haben mächtige Patriarchen – oder christliche Volksmassen – in kirchlichen Dingen unabhängig vom Kaiser und teilweise auch gegen ihn agiert. Aus diesem Grund hat die neuere Forschung ganz überwiegend davon Abstand genommen, für Byzanz von Cäsaropapismus zu sprechen (auch wenn diese Ansicht in älteren Arbeiten sehr weit verbreitet gewesen war): Der oströmisch-byzantinische Kaiser stand nicht an der Spitze der Kirche und hatte diese auch nie vollständig unter Kontrolle.

### Russland
Im 16. Jahrhundert wurde faktisch eine Art Cäsaropapismus von Zar Iwan IV. in Russland eingeführt, wo er als Prinzip bis zur Revolution in Kraft blieb. Peter I. steigerte die Abhängigkeit weit über das byzantinische Maß (s. o.) hinaus, indem er das Patriarchat von Moskau abschaffte und stattdessen einen ihm vollständig hörigen Heiligen Synod einsetzte, der nach dem Vorbild der protestantischen Staatskirchen Westeuropas in der Art eines staatlichen Ministeriums arbeitete. Das Patriarchat wurde erst 1917 wiederhergestellt. Auch als Folge des russischen Cäsaropapismus besteht bis heute in vielen orthodoxen Kirchen eine enge Beziehung zwischen Kirche und Staat (siehe hierzu auch Klerikalismus).

### Römisch-Katholische Kirche
In der katholischen Kirche konnte es nicht zum Cäsaropapismus kommen, da dem weltlichen Herrscher der Papst gegenüberstand. Es gab zwar Streitigkeiten mit verschiedenen Ländern bezüglich des Rechts der Investitur und bezüglich der Steuerhoheit und darüber, ob der geistliche über dem weltlichen Herrscher steht oder nicht – aber es kam nie zu einer Situation, in der ein weltlicher Herrscher in theologischen Fragen über dem Papst stand. Weltliche Herrscher nahmen aber Einfluss auf Papstwahlen u. a. über das Recht der Exklusive, welches erst 1904 verboten wurde. Die umgekehrte Situation, dass der Papst über dem weltlichen Herrscher stand, trat de facto ebenfalls nicht ein – obwohl de jure ebendies von vielen Päpsten behauptet wurde. Im Kirchenstaat war allerdings der geistliche und der weltliche Herrscher identisch, und die Fürstbischöfe übten in ihrem Herrschaftsbereich weltliche wie auch geistliche Macht aus; als Kurfürsten wirkten einige von ihnen auch direkt auf die Kaiserwahl ein.

### Lutherische Kirche
Nachdem Martin Luther in der höheren kirchlichen Hierarchie auf heftige Ablehnung seiner Lehre stieß, wandte er sich stattdessen an die weltliche Hierarchie in Gestalt der deutschen Landesfürsten und anderem Adel; viele von ihnen waren seinen Ideen gegenüber aufgeschlossener. Im Ergebnis entstand das so genannte landesherrliche Kirchenregiment, in dem ein evangelischer Landesfürst zugleich Bischof seiner Kirche war. Dieser Zustand dauerte in Deutschland im Wesentlichen bis 1918 an (vgl. Staatskirchenrecht).

### Anglikanische Kirche
Eine andere Ausprägung von Cäsaropapismus entstand in England, als sich Heinrich VIII. anstelle des Papstes zum Oberhaupt der Kirche ernannte und auch bestimmend eingriff. Dies hatte jedoch schon mit seiner Tochter Elisabeth I. ein Ende, die sich strikt weigerte, in theologischen Fragen mitzureden. Der englische König ist allerdings bis heute offiziell das Oberhaupt der Church of England.

### Islam
Zunächst herrschten die Kalifen, die Nachfolger Mohammeds, über ein Kalifat, welches einen Großteil der muslimischen Welt umfasste. Sie sahen sich als Wächter des Glaubens und als Anführer aller Muslime, jedoch änderte sich deren Stellung über die Jahrhunderte und nicht alle Muslime erkannten den amtierenden Kalifen an.
Im frühen 10. Jahrhundert zerfiel das Abbasiden-Kalifat, als sich unabhängige Emirate bildeten und andere Herrscher, darunter die Fatimiden (909–1171), die spanischen Umayyaden (929–1031), die Almohaden (1130–1269) und die Hafsiden (1249–1574), Gegenkalifate gründeten. Seit 1517 beanspruchten die Osmanischen Sultane das Kalifat. Auch das Mogulreich erhob Anspruch. Hussein ibn Ali war der letzte weltliche Herrscher, der den Kalifentitel öffentlich beanspruchte. Auch in der heutigen Zeit führen manche Herrscher wie der König von Marokko ähnliche Titel wie „Beherrscher der Gläubigen“ (Amīr al-Mu'minīn).